# Jeanine Áñez
Jeanine Áñez Chávez (sinh ngày 13 tháng 8 năm 1967) là một chính trị gia và luật sư người Bolivia. Bà là Thượng nghị sĩ từ Beni, và kế vị chức vụ Tổng thống Bolivia vào ngày 12 tháng 11 năm 2019 sau khi Tổng thống Evo Morales và các quan chức chính phủ khác từ chức đột ngột  vào ngày 10 tháng 11 năm 2019 sau khi dân chúng biểu tình chống lại chính phủ khác.
Quan điểm chính trị của bà đã được mô tả là phản đối Morales dữ dội.

## Sự nghiệp
Sau khi chính phủ Evo Morales từ chức vào ngày 10 tháng 11 năm 2019, bà đã trở thành quan chức cấp cao nhất trong trình tự kế nhiệm tổng thống Bolivia và đảm nhận chức tổng thống vào ngày 11 tháng 11 năm 2019 sau khi triệu tập Thượng viện để chính thức chấp nhận đơn từ chức của ngày hôm trước.  Áñez đã kế nhiệm chức vụ Tổng thống Bolivia vào ngày 12 tháng 11 năm 2019 sau khi Tổng thống Evo Morales từ chức và các đơn từ chức bất ngờ khác của chính phủ vào ngày 10 tháng 11 năm 2019.
Bà nói rằng hy vọng đầu tiên của bà là đạt được số đại biểu sau nhiều lần từ chức, và sau đó gọi các cuộc bầu cử mới. Áñez không thể tổ chức một hội nghị khẩn cấp cho đến ngày sau khi Morales từ chức, vì bà đang ở Beni và không có chuyến bay nào vào Chủ nhật tới thủ đô La Paz.
Vào ngày 11 tháng 11, Añez đến sân bay La Paz-El Alto và được đưa lên một chiếc trực thăng quân sự đến một căn cứ Không quân gần đó. Từ đây, bà đi đến Thượng viện Bolivian. Tại đó, bà tuyên bố rằng một phiên họp của cơ thể sẽ được triệu tập vào ngày 12 tháng 11 năm 2019 để chính thức chấp nhận đơn từ chức của Morales.
Ngày 13 tháng 3 năm 2021, bà Bolivia Jeanine Anez bị bắt giữ do nghi vấn liên quan đến cuộc khủng hoảng chính trị ở nước này năm 2019, bên cạnh nghi ngờ về khủng bố và kích động nổi dậy.